# Joaquín Blake
Joaquín Blake y Joyes (Vélez-Málaga, 19 de agosto de 1759-Valladolid, 27 de abril de 1827) fue un militar español de ascendencia irlandesa, presidente del Consejo de Regencia de España e Indias (1810-1811), jefe del Estado Mayor y capitán general.

## Primeros años
Nacido en Vélez-Málaga el 19 de agosto de 1759 tuvo una educación exquisita que empezó en la capital malagueña y que continuó en Madrid; tales estudios abarcaron diversos campos como matemáticas, retórica, lógica, lengua francesa, lengua inglesa, lengua alemana y lengua griega.

## Carrera militar antes de la guerra de Independencia (1774-1795)
En enero de 1774 consiguió ser cadete del Regimiento de Infantería América y en septiembre de 1775 fue nombrado subteniente de Fusileros, ya que era su especialidad. En 1777 se le nombró maestro de Cadetes.
Dado a la alianza Hispano-Francesa, Blake se vio envuelto en algunas operaciones militares dentro del marco de la guerra de Independencia estadounidense (1775-1783), destacando la reconquista de Menorca (1781-82) y el fallido asedio a Gibraltar (1783). Tras el Tratado de París (1783), y por sus memorables intervenciones, el 27 de junio de 1784 fue nombrado teniente con destino a la Academia de Cadetes del Puerto de Santa María (Cádiz).
Con el estallido de las guerras revolucionarias francesas a partir de 1792, Blake tomaría parte de la invasión del Rosellón bajo el mando del general Ricardos y Carrillo de Albornoz (1793) donde destacó al mando de un cuerpo de voluntarios de Castilla. En 1794 resultó herido en la batalla del Roure. Por sus brillantes acciones fue ascendido a coronel el 4 de septiembre de 1795, cabe destacar que pidió el retiro poco después, el 25 de ese mismo mes, aunque fue denegado.

## Guerra de Independencia (1808-1814)

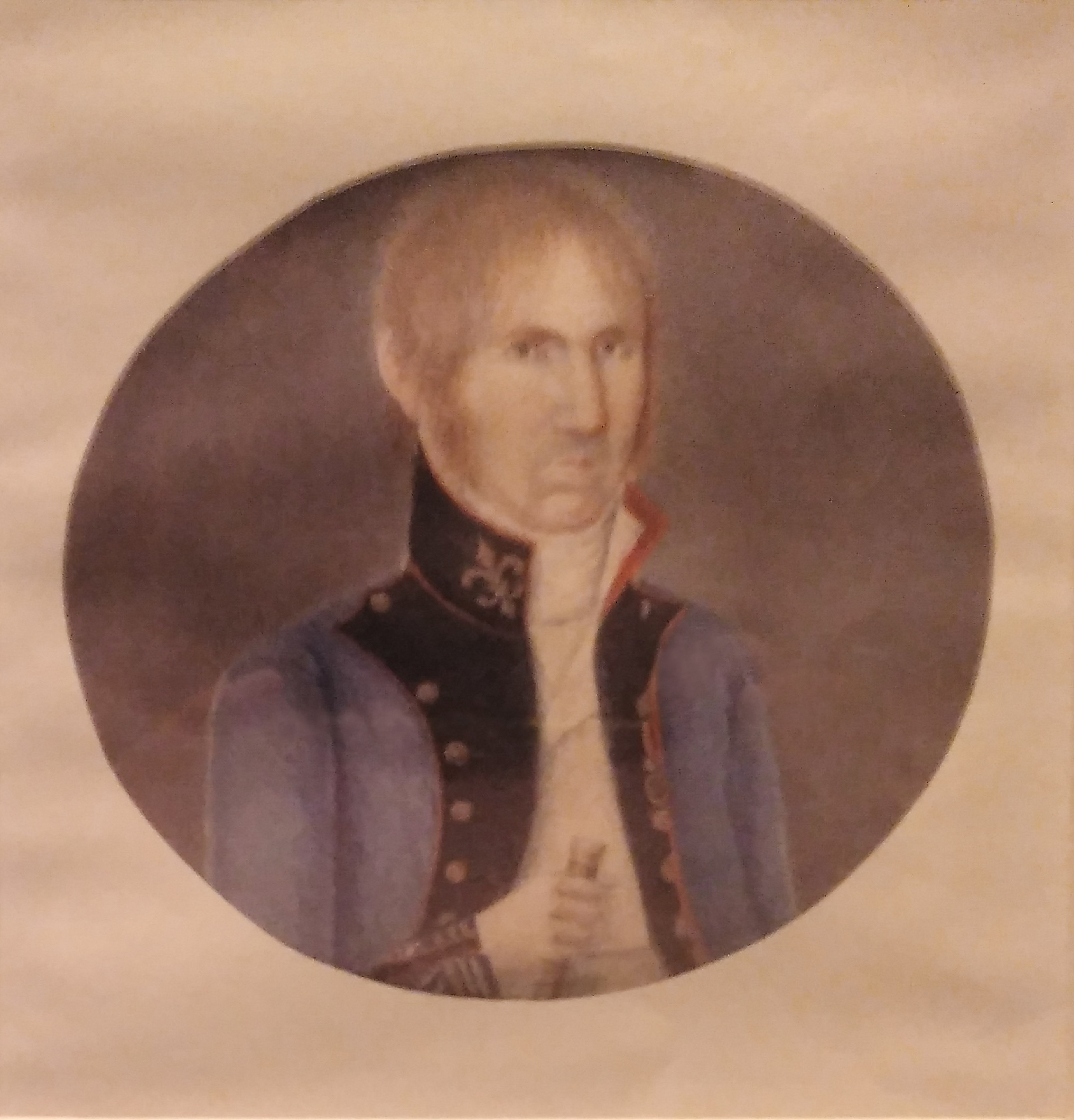
Retrato del general Blake, conservado en el Palacio de Cervellón de Valencia.

Al estallar el conflicto de España contra Napoleón, y con la graduación de brigadier, participó en numerosas acciones de guerra. El 14 de julio fue derrotado, junto con Cuesta, en la batalla de Medina de Rioseco. Sus fuerzas ocuparon y perdieron varias veces la ciudad de Bilbao durante septiembre y octubre de 1808. Logró una victoria táctica sobre los franceses en Valmaseda, pero fue perseguido sin tregua por fuerzas muy superiores y forzado a presentar batalla en Espinosa de los Monteros, donde tras dos días de duros combates fue completamente derrotado. Después consiguió una gran victoria en campo abierto en Alcañiz y en la defensa de Murcia, en 1809.
Formó parte de la segunda regencia elegida por las Cortes de Cádiz. Propuso la institución permanente del Cuerpo de Estado Mayor para que fuera responsable de la coordinación de las operaciones militares y de la cartografía militar. El cuerpo fue creado por Real Orden de 9 de junio de 1810 y Blake fue nombrado su jefe y responsable de implantación. Pero Blake era un hombre de acción que prefería exponerse a los peligros del combate que a los artilugios dialécticos de los diputados, por lo que se reintegró al servicio activo, participando, al lado del general Castaños, en la victoria de La Albuera (1811).
Derrotado por el mariscal Suchet en la batalla de Sagunto, se refugió en Valencia. A principios de 1812, agotados todos los recursos y después de una heroica resistencia, tuvo que capitular. Prisionero de los franceses, estuvo encerrado en el fuerte de Vincennes hasta que, a la caída de Napoleón en 1815, pudo regresar a España. Fernando VII le encargó la Dirección General de Ingenieros en 1815.

## Años finales

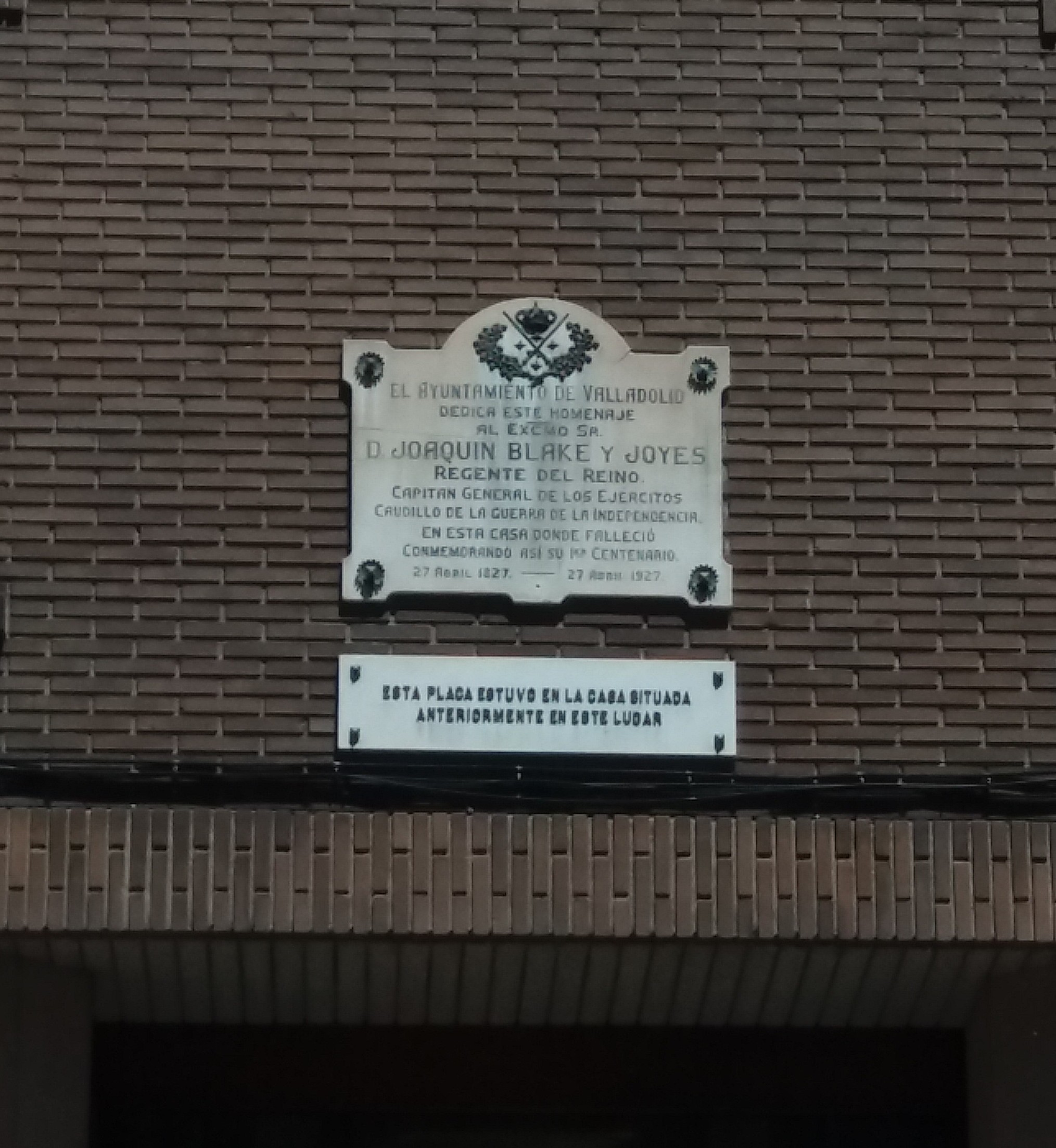
Placa instalada por el Ayuntamiento de Valladolid en el lugar donde falleció.

Durante el Trienio Liberal, el capitán general Blake dejó su cargo de ingeniero general en 1820 para ser nombrado presidente del Consejo de Estado. Tras la invasión de los Cien Mil Hijos de San Luis en 1823 fue desterrado por no estar de acuerdo con las extremas medidas de represión que adoptó el monarca Fernando VII al retornar al absolutismo. Ni siquiera se le permitió acudir a los baños de Cestona cuando lo solicitó por motivos de salud.
Falleció en Valladolid el 27 de abril de 1827. Su memoria se perpetúa en una placa donde se hallaba su residencia (calle Santuario y López Gómez) y sus restos se encuentran en la vecina iglesia de El Salvador, en la capilla familiar.